# Micaela Bouter
Micaela Bouter (née le 27 octobre 1995 à Randburg) est une plongeuse sud-africaine. 
Elle remporte la médaille d'or en tremplin de 3 mètres lors des Championnats d'Afrique de plongeon 2019 à Durban.